# Leonid Wul
Leonid Dawidowicz Wul (ros. Леонид Давидович Вуль, ur. 1899 w Czerkasach, zm. 28 lipca 1938 w Kommunarce) – funkcjonariusz radzieckich służb specjalnych, dyrektor milicji.

## Życiorys
Od 1916 pracował w cukrowni, w październiku 1917 wstąpił do SDPRR(b), od 1919 czekista, śledczy, sekretarz i przewodniczący powiatowej Czeki w Białej Cerkwi. Od 1920 śledczy i pełnomocnik moskiewskiej Czeki ds. walki z bandytyzmem, w latach 1922-1923 szef Wydziału do Walki z Bandytyzmem Moskiewskiej Czeki, w latach 1924-1925 szef Wydziału do Walki z Bandytyzmem Oddziału Operacyjnego Zarządu Administracyjno-Organizacyjnego OGPU ZSRR. Od 1926 szef wydziału Zarządu Ekonomicznego OGPU ZSRR, naczelnik grupy uderzeniowej ds. walki z bandytyzmem Oddziału Operacyjnego OGPU ZSRR, w latach 1930-1933 szef moskiewskiej policji sądowej, od 1932 zastępca szefa wydziału operacyjnego Zarządu Milicji Robotniczo-Chłopskiej (URKM) obwodu moskiewskiego, p.o. szefa URKM Moskwy, od 1933 szef URKM Pełnomocnego Przedstawicielstwa OGPU/Zarządu NKWD Moskwy, od 1936 dyrektor milicji, od maja do lipca 1937 szef URKM Zarządu NKWD i pomocnik szefa Zarządu NKWD obwodu saratowskiego.
17 lipca 1937 aresztowany, 28 lipca 1938 skazany przez Wojskowe Kolegium Sądu Najwyższego ZSRR "za przynależność do kontrrewolucyjnej organizacji terrorystycznej" na karę śmierci i rozstrzelany. W grudniu 1955 pośmiertnie zrehabilitowany.

## Odznaczenia
- Order Czerwonego Sztandaru (1927)
- Order Czerwonej Gwiazdy (1936)
- Odznaka "Honorowy Funkcjonariusz Czeki/GPU"